# Martinspforte (Worms)

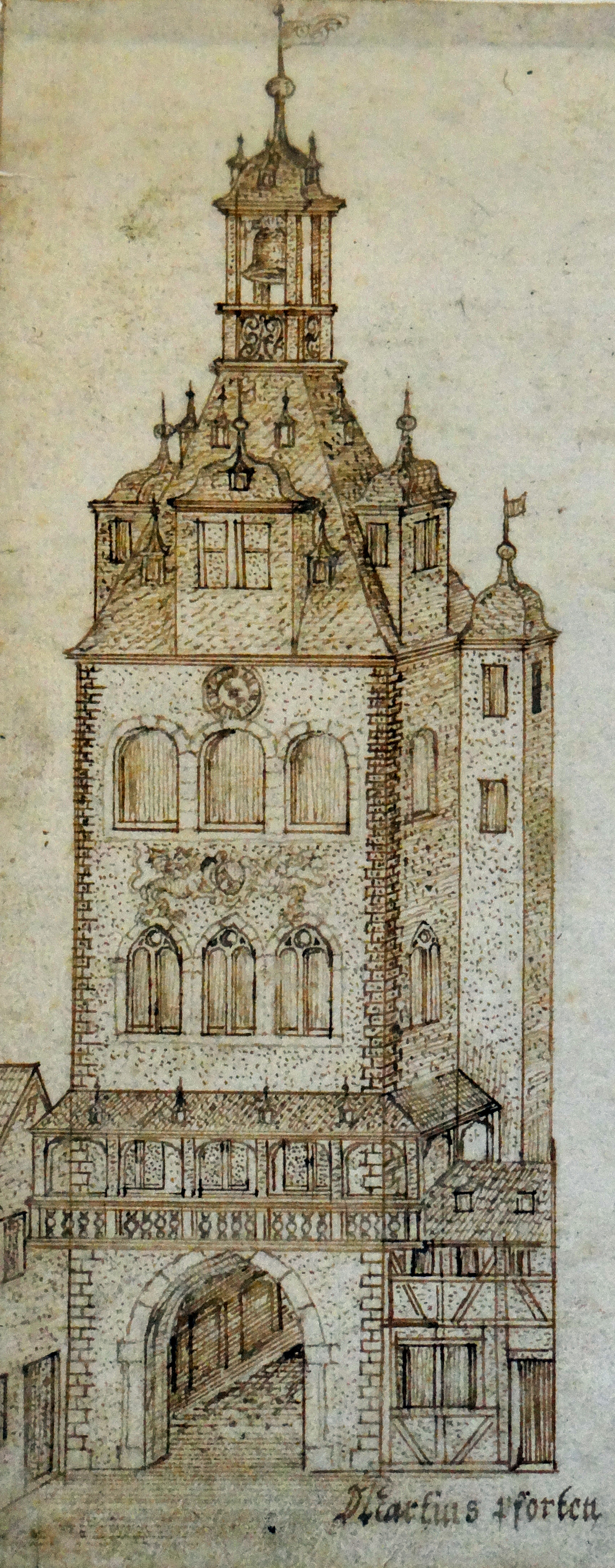
Martinspforte, stadtseitig, vor der Zerstörung 1689 (Zeichnung: Peter Hamman)

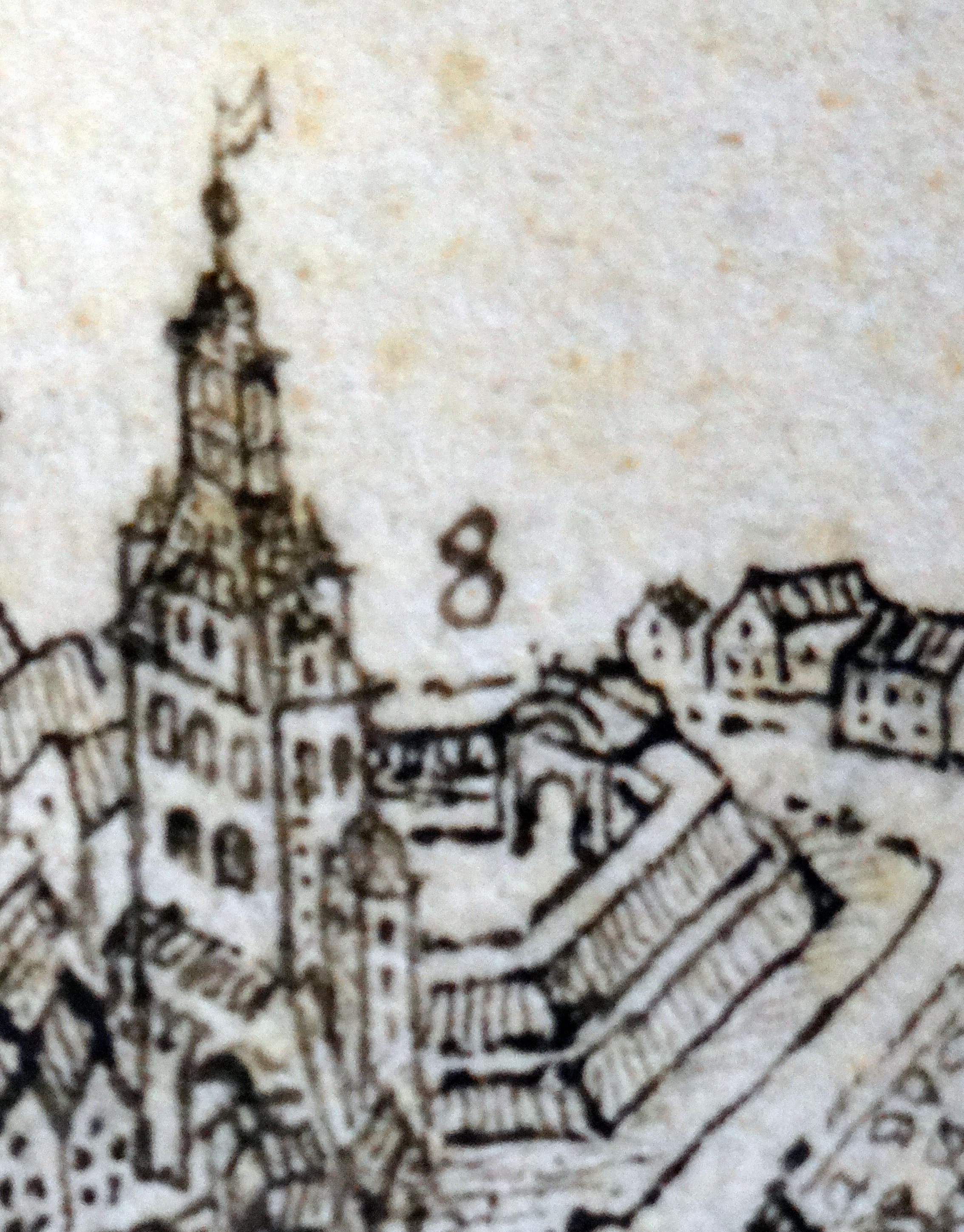
Martinspforte mit vorgelagerter Bastion und Außentor

Die Martinspforte (auch: Martinstor) war ein Stadttor des inneren Mauerrings der Stadtbefestigung Worms.

## Geografische Lage
Die Martinspforte war die Hauptdurchfahrt im nördlichen Abschnitt des inneren Mauerrings. Sie diente der Fernhandelsstraße Straßburg–Mainz in Richtung Oppenheim und Mainz (heute: Mainzer Straße). Ein Stück nördlich, beim Durchgang der Straße durch den äußeren Mauerring, passierte die Straße das Mainzer Tor. Vor dem Tor befand sich eine Richtstätte. Stadtseitig und östlich der Martinspforte lag der Zugang zur Judengasse.
Die Martinspforte ist nach der benachbarten, gleichnamigen Kirche benannt, die auch für die auf das Tor zuführende Martinsgasse namensgebend war. Im 19. Jahrhundert, der äußere Mauerring war verschwunden, wurde der Durchgang durch die Mauer oft als „Mainzer Tor“ bezeichnet (was aber nicht mit der „Mainzer Pforte“ des äußeren Mauerrings verwechselt werden darf).

## Geschichte

### Vorgeschichte
In der lokalen Geschichtsschreibung besteht die Tradition, das Tor (oder ein namensgleicher Vorgänger) seien schon in der Mauerbauordnung aus der Zeit um 900 erwähnt. In den erhaltenen, tradierten Texten dieser Mauerbauordnung steht aber „porta mercati“ und bei Friedrich Zorn abweichend: „porta Mert.“ oder „porta Mart.“ Funktional gab es sicher, seit in spätrömischer Zeit eine Stadtmauer errichtet wurde, immer auch einen nördlichen Durchgang durch die Mauer für die Straße nach Mainz. Wo der aber genau lag und zu welchem Zeitpunkt der wie bezeichnet wurde, ist unbekannt.

### Mittelalterliche Anlage
Die „Martinspforte“, wie sie dann bis ins 18. Jahrhundert bestand, wurde erstmals mit der nördlichen Erweiterung der Stadtmauer Anfang des 11. Jahrhunderts unter Bischof Burchard angelegt. Sicher scheint so eine Erwähnung aus dem Jahr 1016 zu sein („porta s. Martini“). Im mittelalterlichen Tor waren römische Grabsteine eingemauert. Sie wurden im 19. Jahrhundert ins Museum gebracht. Die Straße nach Mainz setzte die Tradition der alten Römerstraße fort. Nach römischer Tradition befanden sich die Friedhöfe oft an den Ausfallstraßen der Städte, so auch hier.
Die Martinspforte war das zeremonielle Eintrittstor für einen neugewählten Bischof, wenn er zum ersten Mal die Stadt betrat, oder den König, wenn er von Mainz oder der Pfalz Oppenheim anreiste. Das Tor war deshalb besonders prächtig gestaltet. Der Dachreiter des Torturms diente dazu, hier die Stadtglocke aufzuhängen. Auch war in den Turm eine Uhr eingebaut. Eine weitere Funktion des Gebäudes war es, Tagungsort des „Pörtelgerichts“ zu sein. Die Aufsicht über den Turm hatte die adelige Familie derer von Dalberg.
Das mittelalterliche Tor wurde um 1200 erneuert und noch 1665 barock umgebaut und ausgeschmückt. Es hatte nun vier Vollgeschosse (einschließlich der Durchfahrt) und ein mit Zwerchhäusern in jede Himmelsrichtung ausgebautes, darauf aufgesetztes Dachgeschoss. Der Torturm war 28 m hoch. An der nordöstlichen Seite befand sich ein angebauter Treppenturm mit welscher Haube. Der Torturm wies sichtbare bauliche Elemente der Gotik, der Renaissance und des Barock auf. Stadtseitig befand sich zwischen den Fenstern des zweiten und des dritten Stocks das Stadtwappen, das von zwei Drachen gehalten wurde.
Der vor dem Tor liegende Stadtgraben war mit zwei Zugbrücken überspannt, vor denen ein weiteres, kleines Tor lag. Während der schwedischen Besetzung der Stadt im Dreißigjährigen Krieg wurde 1632 vor dem Tor noch ein Ravelin aufgeworfen.

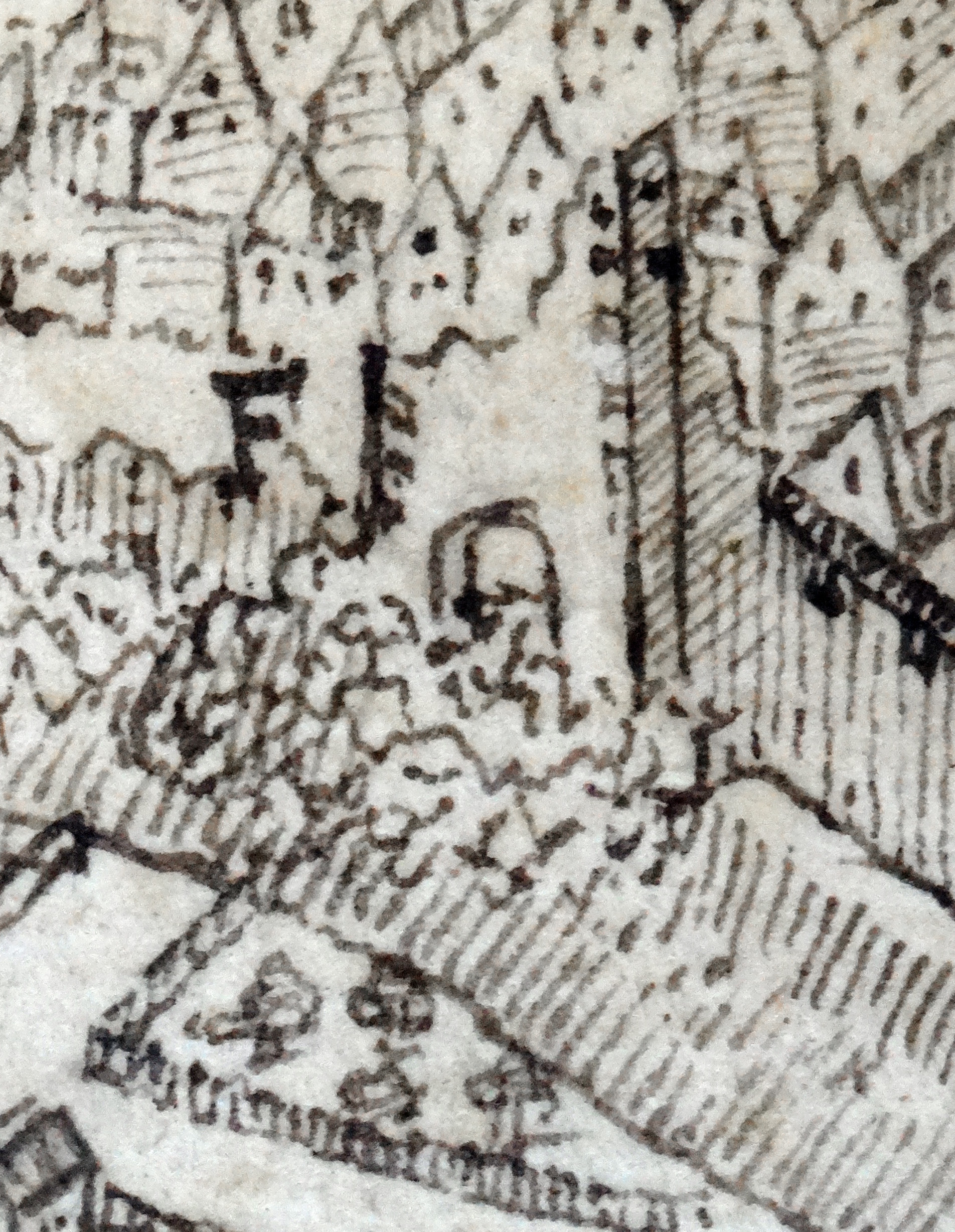
Martinspforte von der Feldseite nach der Zerstörung 1689 mit vorgelagertem Stadtgraben

Kurz vor seiner Zerstörung 1689 war das Tor mit einer großen und fünf kleinen Kanonen bestückt. Bevor die französischen Truppen 1689 im Zug des Pfälzischen Erbfolgekriegs Worms erreichten, wurde die Stadtglocke abgehängt und vergraben. Ab März 1689 begann das französische Militär, das Worms besetzt hatte, den inneren Mauerring abzureißen. Die Franzosen versuchten, die Martinspforte zu sprengen. Die Struktur hielt den gelegten fünf Minen stand, aber der Turm brannte aus. Aus dem Metall der vergrabenen Stadtglocke wurden später drei Glocken für die Dreifaltigkeitskirche gegossen.

### Spätbarocke Anlage
1719 wurde im Stadtrat über einen Wiederaufbau der Martinspforte verhandelt, was aber unterblieb. 1779 war der Zustand der Ruine so bedenklich, dass die Stadt sie abreißen ließ. Die Steine wurden zur Uferbefestigung am Rhein verwendet, wo auch noch so manch anderer Teil der Stadtmauer endete. Ersetzt wurde das mittelalterliche Tor durch ein barockes, das weniger der Verteidigung denn als Zollstation diente.
Auch dieses Tor stellte im 19. Jahrhundert ein Verkehrshindernis dar. Über die Abrisspläne entbrannte ein mehr als zwei Jahrzehnte währender Streit zwischen den städtischen und den staatlichen Behörden. Das Tor wurde in diesem Zusammenhang auch als „Mainzer Tor“ bezeichnet, was nicht zur Verwechslung mit dem damals schon nicht mehr existierenden Mainzer Tor des äußeren Befestigungsrings führen darf. Der zunächst ab 1842 als Kreisrat in Worms amtierende Reinhard Carl Friedrich von Dalwigk, späterer Ministerpräsident des Großherzogtums Hessen, setzte sich für den Erhalt des Tores ein, die Stadt präferierte eine breitere Straße. 1864 setzten sich die Wünsche der Stadt durch: Das Tor wurde beseitigt.

### Nach dem Abriss

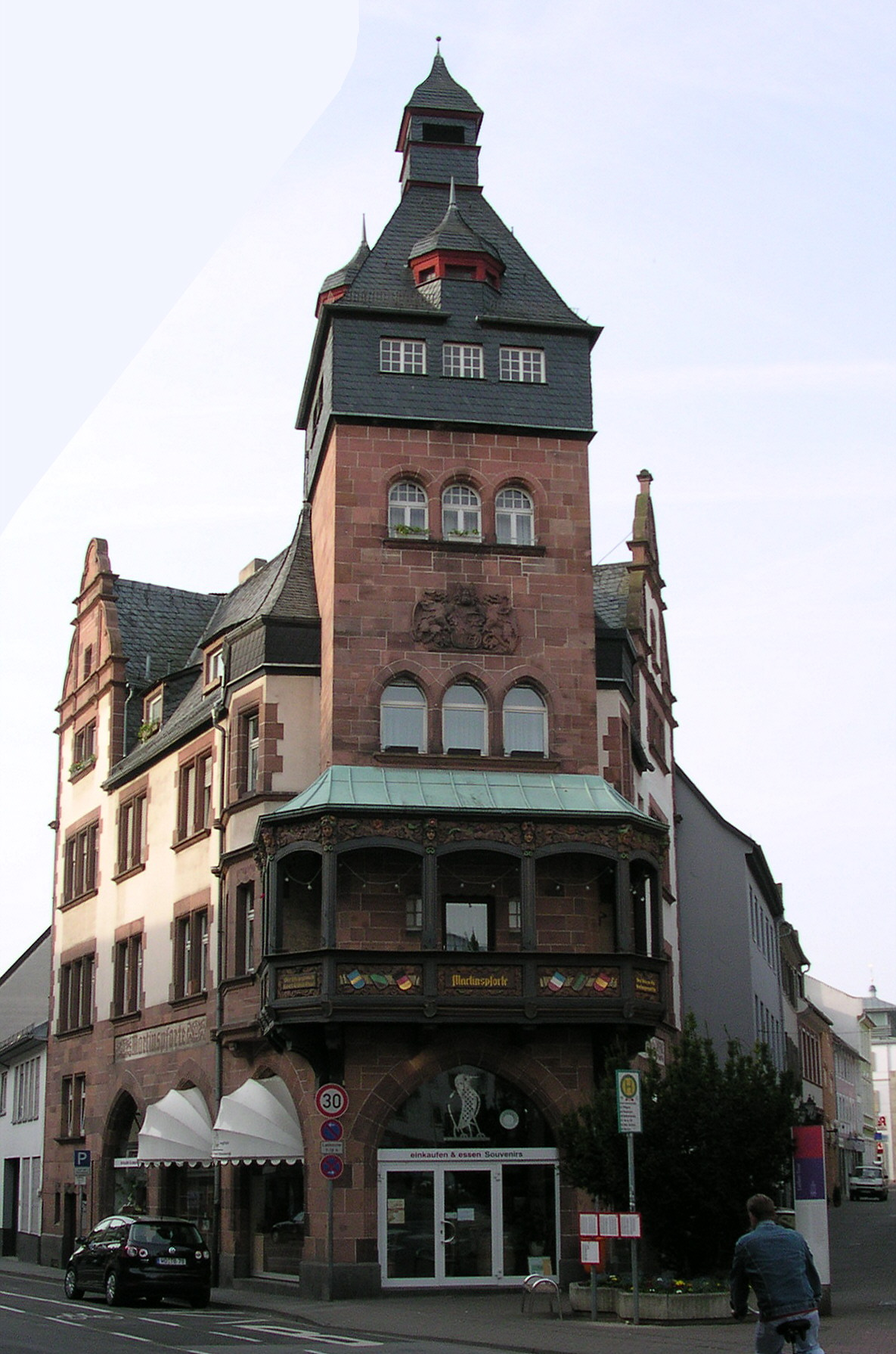
Der Ersatzbau: Das Haus Martinspforte

Dieses „Loch“ als Stadteingang wurde offensichtlich als städtebaulich unbefriedigend empfunden und 1903/04 durch den Bau des Hauses Martinspforte gefüllt, das aus der Mauerflucht etwas zurückgesetzt errichtet wurde und so den Verkehr nicht störte. 

## Wissenswert
Martin Luther hat Worms zum Reichstag 1521 auf einem Wagen durch die Martinspforte erreicht.